# Bulbophyllum titanea
Bulbophyllum titanea är en orkidéart som beskrevs av Henry Nicholas Ridley. Bulbophyllum titanea ingår i släktet Bulbophyllum och familjen orkidéer. Inga underarter finns listade i Catalogue of Life.